# Klášter servitů (Jaroměřice nad Rokytnou)
Klášter servitů v Jaroměřicích nad Rokytnou je někdejší konvent z roku 1679. V jeho těsném sousedství se dochovaly zbytky areálu jaroměřické lorety. Klášter je zapsán na seznamu českých kulturních památek.

## Historie
Historie jaroměřického kláštera servitů a jaroměřické loretánské kaple spolu těsně souvisí. Se stavbou lorety se započalo v roce 1668, se stavbou kláštera pak v roce 1675. Dostavěn a posvěcen byl 15. října 1679. Servité přišli do Jaroměřic na pozvání Jana Antonína z Questenberka. V únoru 1675 převzali do duchovní správy loretu.
Klášter byl uzavřen v rámci církevních reforem císaře Josefa II. na podzim 1784. Všichni mniši museli klášter opustit do 18. prosince 1784. Budovu kláštera koupil Dominik Ondřej II. hrabě z Kounic a Questenberka s tím úmyslem, že v ní zřídí továrnu na výrobu sukna. K tomuto záměru však nedošlo.
Klášterní zahrada na svahu mezi silnicí a klášterem měnila často majitele a ve druhé polovině 19. století byla rozparcelována tak, aby na ní vyrostla zástavba rodinných domků. I klášter změnil v roce 1814 majitele, až konečně roku 1830 připadl pod správu jaroměřického panství. Od roku 1813 v něm našla své prostory fara jaroměřické farnosti a škola. Škola v budově kláštera zůstala až do roku 1899.

Půdorys někdejší loretánské kaple – 1: kaple; 2: ambit.
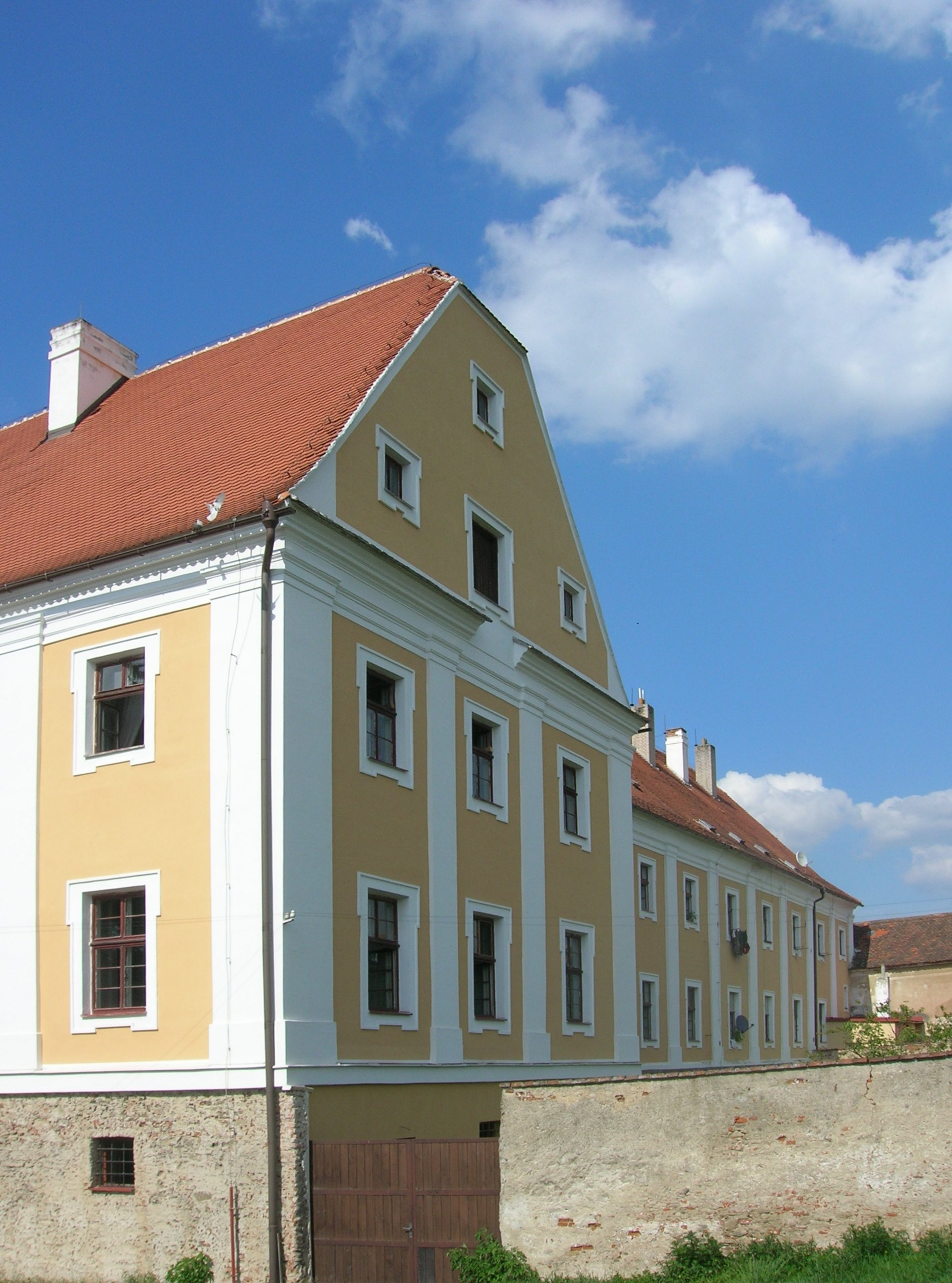
Pohled na jižní část
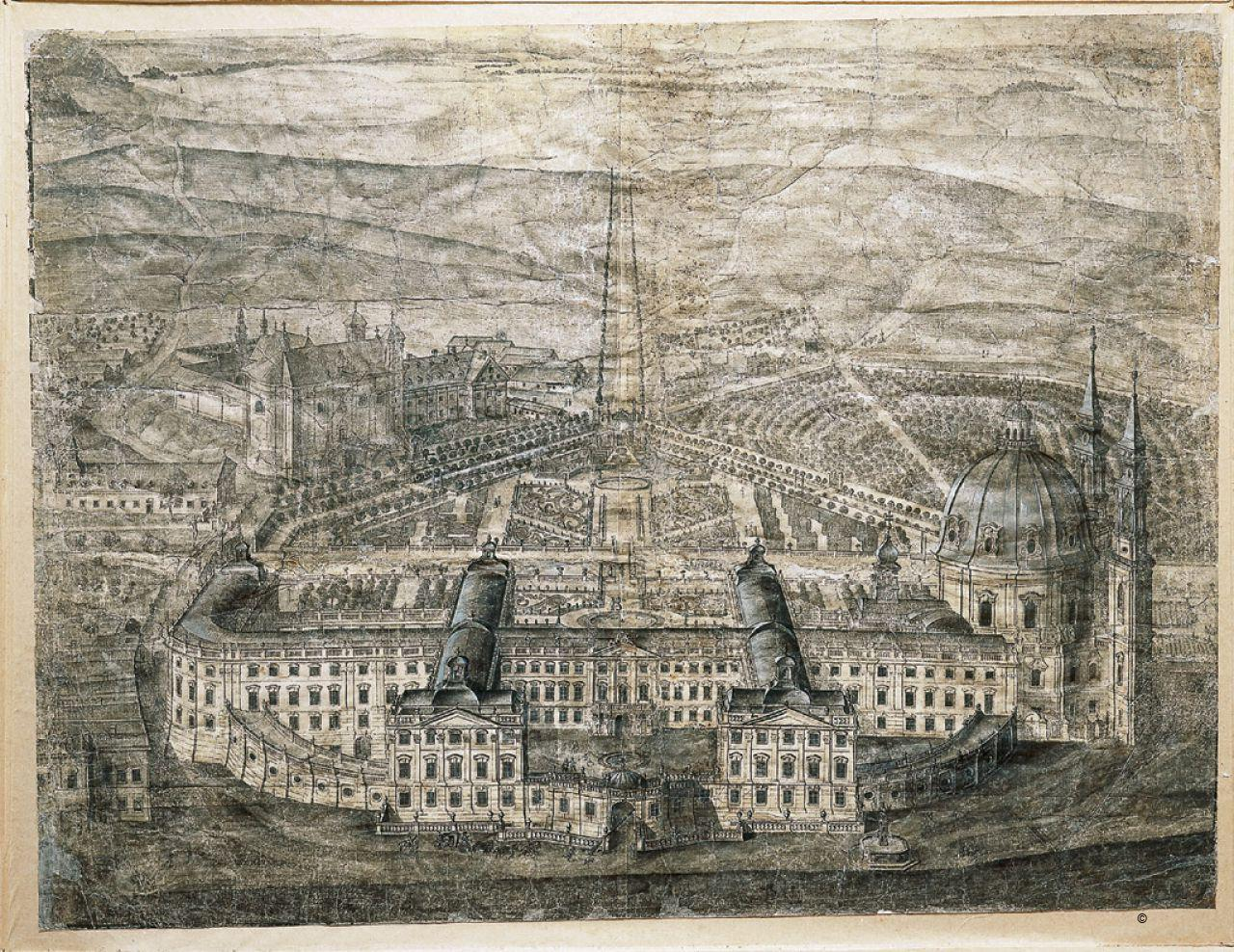
Klášter servitů je zachycen na vedutě Jaroměřic (vlevo nahoře)

## Popis
Budova kláštera je dlouhá asi 53 m a široká asi 23 m, má dvě patra po 12 oknech. Chodba poschodí rozděluje na dvě části. Přízemí sloužilo provozu, místnosti v patrech převorství, refektáři, knihovně, archivu, noviciátu i jako ubytování (cely).